# Salza (Saale)
Die Salza, auch Salzke genannt, ist ein linker Zufluss der Saale in Sachsen-Anhalt. Sie entsteht am Ostrand des Landkreises Mansfeld-Südharz durch das Zusammenfließen der aus Richtung Querfurt kommenden Querne/Weida mit der aus Eisleben, von links, kommenden Bösen Sieben und verläuft unter diesem Namen fast komplett im Saalekreis. Hierbei fließt das Wasser der Bösen Sieben nicht in natürlichem Gefällelauf der Weida zu, sondern wird aus dem 78,7 m ü. NHN hohen Kernersee auf die Höhe von 85,4 m ü. NHN gepumpt und dieser zugeführt.
Mit einer Abflussspende von nur 1,8 l/(km²·s) gehört das Flusssystem der Salza in Relation zur Größe seines Einzugsgebiets zu den wasserärmsten Deutschlands.

## Verlauf
Die namentliche Salza beginnt an der Stelle, wo der Weida westlich von Langenbogen das hochgeförderte Wasser der Bösen Sieben zugeführt wird; es ist zuvor durch den Süßen See, den Ort Seeburg, den Bindersee und den Kernersee geflossen. Nach einem ersten kurzen Laufabschnitt bis Langenbogen in Richtung Osten fließt sie alles in allem nach Nordosten. In Köllme wird sie von rechts vom Würdebach gespeist, im Hauptort Zappendorf dann von links von der Laweke, ehe sie bei Salzmünde in die Saale mündet.

## Einzugsgebiet und Nebenbäche
Das Einzugsgebiet der Salza (Fließgewässerkennziffer 5672) wird in folgende Teileinzugsgebiete aufgeteilt (gerade Endziffern entsprechen nominellen Nebenflüssen, in Klammern die Längen und Teil-Einzugsgebiete):
- 56721–56723 Querne/Weida (37,4 km; 242,9 km²)
  - 56721 Querne (16,9 km; 65,5 km², hydrografischer Oberlauf der Salza)
  - 56722 Weidenbach (41,6 km²)
  - 56723 Weida (16,5 km + 4,0 km als Mittelgraben; 135,8 km², hydrografisch zweiter Flussabschnitt der Salza)
- 56724 Böse Sieben (167,9 km²)
- 56725–56729 Salza (10,8 km; 122,9 km², insgesamt 568,0 km²)
  - 56725 Zwischengebiet (mit Höhnstedter Welle; 17,5 km²)
  - 56726 Würdebach (69,1 km²)
  - 56727 Zwischengebiet (3,3 km²)
  - 56728 Laweke (14,5 km; 48,9 km²)
  - 56729 Salza Unterlauf (18,5 km²)

## Namensherkunft
Das Grundwort war ursprünglich aha (eine Variante des -au). Dieses war bereits 979, der Zeit der ersten urkundlichen Erwähnung, auf -a geschwächt. Hinzu kam das alt- oder mittelhochdeutsche salz, was eben für Salz steht. Salza bedeutet also salzhaltiges Wasser.

## Umwelt
Lange Zeit verschmutzten angrenzende Industrieanlagen – darunter insbesondere Zuckerfabriken – das Bachbett stark mit ihren Abwässern. Durch den Niedergang der örtlichen Industrie hat sich die Wasserqualität deutlich verbessert. Die Regenerierung des Ökosystems wird durch künstlich angelegte Biotope entlang der Salza gefördert.
Die Salza durchfließt auf ihrer vollen Länge das nach ihr benannte Landschaftsschutzgebiet Salzatal.

## Sehenswürdigkeiten
Dem Bach entlang zieht die Weinstraße Mansfelder Seen durch einen Ausläufer des nördlichsten deutschen Weinanbaugebietes Saale-Unstrut.